# Roman Bezjak
Roman Bezjak (* 21. února 1989, Slovinský Hradec, Jugoslávie, dnešní Slovinsko) je slovinský fotbalový útočník a reprezentant, který hraje v chorvatském klubu HNK Rijeka.

## Klubová kariéra
Ve Slovinsku hrál za NK Celje.
22. srpna 2012 podepsal čtyřletou smlouvu s bulharským klubem Ludogorec Razgrad. S ním získal v následující sezóně 2012/13 titul v nejvyšší bulharské lize.
V prvním zápase druhého předkola Ligy mistrů UEFA 2013/14 17. července 2013 nastoupil proti slovenskému celku ŠK Slovan Bratislava. Ludogorec vedl 1:0, ale Slovanu se povedl obrat a zvítězil 2:1. 19. září 2013 se gólem podílel na výhře 2:0 v Evropské lize 2013/14 proti favorizovanému domácímu nizozemskému celku PSV Eindhoven. Skóroval i v posledním utkání skupiny proti Dinamu Záhřeb, v 72. minutě vstřelil vítězný gól na konečných 2:1. Ludogorec obsadil s 16 body 1. místo ve skupině a postoupil do jarní vyřazovací fáze. V prvním zápase šestnáctifinále 20. února 2014 proti SS Lazio vstřelil vítězný gól. Ludogorec vyhrál nejtěsnějším rozdílem 1:0.
V roce 2014 vyhrál svůj první bulharský double (tzn. vyhrál v sezoně 2013/14 A grupu i bulharský fotbalový pohár). Finále poháru proti PFK Botev Plovdiv skončilo výsledkem 1:0 pro Ludogorec, Bezjak vstřelil vítězný gól.

## Reprezentační kariéra
Bezjak působil ve slovinských mládežnických reprezentačních výběrech.
V A-mužstvu Slovinska debutoval 14. srpna 2013 v přátelském zápase v Turku proti domácímu Finsku (porážka 0:2), kdy se dostal na hřiště ve druhém poločase.